# Camponotites macropterus
Camponotites macropterus är en myrart som beskrevs av Gennady M. Dlussky 1981. Camponotites macropterus ingår i släktet Camponotites och familjen myror. Inga underarter finns listade.